# Maranhão (Fußballspieler, 1984)
Luis Carlos dos Santos Martins, genannt Maranhão, (* 19. Juni 1984 in São Luís) ist ein ehemaliger brasilianischer Fußballspieler.

## Karriere
Der Spieler startet seine Laufbahn in Brasilien beim Sertãozinho FC im Bundesstaat São Paulo. Nachdem er bei mehreren unterklassigen Vereinen gespielt hatte, wechselte er 2008 als 24-Jähriger zum japanischen Erstligaverein Ventforet Kofu. Hier kam er zu regelmäßigen Einsätzen, wurde aber nach kurzer Zeit wieder an andere Clubs in Japan und Korea ausgeliehen.
2016 spielte er zunächst für den Atlético Monte Azul in der zweiten Liga der Staatsmeisterschaft von São Paulo. Danach ging Maranhão wieder nach Südkorea zum Gangwon FC.

## Erfolge
Ulsan Hyundai
- AFC Champions League: 2012